# Wann Langston Jr.
Wann Langston Jr., född 1921 i Oklahoma City, död 7 april 2013, var en amerikansk paleontolog. Han fick sin Ph.D. från University of California, Berkeley, år 1952. Langston ledde Vertebrate Paleontology Laboratory på Texas Memorial Museum of Science and History vid University of Texas at Austin från 1969 till 1986 (då han gick i pension). Innan det hade han varit kurator vid National Museum of Canada. Dr. Langston var Douglas Lawsons doktorandhandledare när Lawson fann den gigantiska pterosaurien Quetzalcoatlus.

## Dinosaurier Wann Langston Jr. har beskrivit och namngivit
- Acrocanthosaurus (tillsammans med J. Willis Stovall 1950)
- Lophorhothon atopus (1960)